# Gran Premio motociclistico d'Italia 2002
Il Gran Premio motociclistico d'Italia 2002 corso il 2 giugno, è stato il quinto Gran Premio della stagione 2002 del motomondiale e ha visto vincere la Honda di Valentino Rossi in MotoGP, Marco Melandri nella classe 250 e Manuel Poggiali nella classe 125.
In occasione di questo Gran Premio, la Ducati presenta ufficialmente la Desmosedici, prototipo destinato a prendere parte alla MotoGP dalla stagione 2003.

## MotoGP

### Arrivati al traguardo
| Pos. | Nº | Pilota                   | Squadra                 | Motocicletta    | Giri | Tempo     | Griglia | Punti |
| ---- | -- | ------------------------ | ----------------------- | --------------- | ---- | --------- | ------- | ----- |
| 1º   | 46 | Valentino Rossi          | Repsol Honda            | Honda RC211V    | 23   | 43:40.837 | 1       | 25    |
| 2º   | 3  | Max Biaggi               | Marlboro Yamaha         | Yamaha YZR-M1   | 23   | +2.404    | 2       | 20    |
| 3º   | 11 | Tōru Ukawa               | Repsol Honda            | Honda RC211V    | 23   | +11.289   | 7       | 16    |
| 4º   | 7  | Carlos Checa             | Marlboro Yamaha         | Yamaha YZR-M1   | 23   | +11.408   | 3       | 13    |
| 5º   | 4  | Alex Barros              | West Honda Pons         | Honda NSR500    | 23   | +15.371   | 9       | 11    |
| 6º   | 65 | Loris Capirossi          | West Honda Pons         | Honda NSR500    | 23   | +20.010   | 4       | 10    |
| 7º   | 6  | Norick Abe               | Antena 3 Yamaha d'Antín | Yamaha YZR500   | 23   | +26.447   | 19      | 9     |
| 8º   | 55 | Régis Laconi             | MS Aprilia Racing       | Aprilia RS Cube | 23   | +30.333   | 5       | 8     |
| 9º   | 19 | Olivier Jacque           | Gauloises Yamaha Tech 3 | Yamaha YZR500   | 23   | +30.428   | 6       | 7     |
| 10º  | 31 | Tetsuya Harada           | Pramac Honda Racing     | Honda NSR500    | 23   | +30.759   | 8       | 6     |
| 11º  | 56 | Shin'ya Nakano           | Gauloises Yamaha Tech 3 | Yamaha YZR500   | 23   | +34.162   | 14      | 5     |
| 12º  | 21 | John Hopkins             | Red Bull Yamaha WCM     | Yamaha YZR500   | 23   | +37.715   | 13      | 4     |
| 13º  | 18 | Jean-Michel Bayle        | Red Bull Yamaha WCM     | Yamaha YZR500   | 23   | +1:17.803 | 17      | 3     |
| 14º  | 17 | Jurgen van den Goorbergh | Kanemoto Racing         | Honda NSR500    | 23   | +1:19.800 | 15      | 2     |

### Ritirati
| Nº | Pilota            | Squadra                    | Motocicletta  | Giri | Griglia |
| -- | ----------------- | -------------------------- | ------------- | ---- | ------- |
| 99 | Jeremy McWilliams | Proton Team KR             | Proton KR3    | 18   | 12      |
| 15 | Sete Gibernau     | Telefonica Movistar Suzuki | Suzuki GSV-R  | 14   | 18      |
| 9  | Nobuatsu Aoki     | Proton Team KR             | Proton KR3    | 9    | 11      |
| 74 | Daijirō Katō      | Fortuna Honda Gresini      | Honda NSR500  | 9    | 16      |
| 10 | Kenny Roberts Jr  | Telefonica Movistar Suzuki | Suzuki GSV-R  | 8    | 10      |
| 20 | Pere Riba         | Antena 3 Yamaha d'Antín    | Yamaha YZR500 | 1    | 20      |

## Classe 250

### Arrivati al traguardo
| Pos. | Nº | Pilota            | Squadra                        | Motocicletta | Giri | Tempo     | Griglia | Punti |
| ---- | -- | ----------------- | ------------------------------ | ------------ | ---- | --------- | ------- | ----- |
| 1º   | 3  | Marco Melandri    | MS Aprilia Racing              | Aprilia      | 21   | 40:42.759 | 5       | 25    |
| 2º   | 15 | Roberto Locatelli | Tu Racing                      | Aprilia      | 21   | +0.258    | 6       | 20    |
| 3º   | 10 | Fonsi Nieto       | Telefonica Movistar-Repsol     | Aprilia      | 21   | +0.720    | 4       | 16    |
| 4º   | 24 | Toni Elías        | Telefonica Movistar-Repsol     | Aprilia      | 21   | +1.464    | 3       | 13    |
| 5º   | 17 | Randy de Puniet   | Campetella Racing              | Aprilia      | 21   | +1.718    | 8       | 11    |
| 6º   | 21 | Franco Battaini   | Imola Circuit Exalt Cycle Race | Aprilia      | 21   | +8.606    | 1       | 10    |
| 7º   | 9  | Sebastián Porto   | Petronas Sprinta Yamaha TVK    | Yamaha       | 21   | +11.864   | 2       | 9     |
| 8º   | 4  | Roberto Rolfo     | Fortuna Honda Gresini          | Honda        | 21   | +17.248   | 14      | 8     |
| 9º   | 18 | Shahrol Yuzy      | Petronas Sprinta Yamaha TVK    | Yamaha       | 21   | +28.481   | 7       | 7     |
| 10º  | 42 | David Checa       | Safilo Oxydo Race LCR          | Aprilia      | 21   | +28.490   | 9       | 6     |
| 11º  | 7  | Emilio Alzamora   | Fortuna Honda Gresini          | Honda        | 21   | +32.113   | 10      | 5     |
| 12º  | 11 | Haruchika Aoki    | DeGraaf Grand Prix             | Honda        | 21   | +34.770   | 13      | 4     |
| 13º  | 25 | Vincent Philippe  | Equipe de France - Scrab       | Aprilia      | 21   | +51.837   | 19      | 3     |
| 14º  | 8  | Naoki Matsudo     | Dark Dog Yamaha Kurz           | Yamaha       | 21   | +51.912   | 12      | 2     |
| 15º  | 12 | Jason Vincent     | Cibertel Honda BQR             | Honda        | 21   | +52.393   | 17      | 1     |
| 16º  | 32 | Héctor Faubel     | RFME Equipo Nacional           | Aprilia      | 21   | +57.112   | 20      |       |
| 17º  | 22 | Raúl Jara         | RFME Equipo Nacional           | Aprilia      | 21   | +57.198   | 16      |       |
| 18º  | 19 | Leon Haslam       | Cibertel Honda BQR             | Honda        | 21   | +57.737   | 21      |       |

### Ritirati
| Nº | Pilota         | Squadra                  | Motocicletta | Giri | Griglia |
| -- | -------------- | ------------------------ | ------------ | ---- | ------- |
| 6  | Alex Debón     | Campetella Racing        | Aprilia      | 20   | 15      |
| 28 | Dirk Heidolf   | Aprilia Germany          | Aprilia      | 18   | 22      |
| 41 | Jarno Janssen  | DeGraaf Grand Prix       | Honda        | 2    | 24      |
| 51 | Hugo Marchand  | Equipe de France - Scrab | Aprilia      | 2    | 23      |
| 76 | Tarō Sekiguchi | Dark Dog Yamaha Kurz     | Yamaha       | 1    | 11      |

### Non partito
| Nº | Pilota       | Squadra               | Motocicletta | Griglia |
| -- | ------------ | --------------------- | ------------ | ------- |
| 27 | Casey Stoner | Safilo Oxydo Race LCR | Aprilia      | 18      |

## Classe 125

### Arrivati al traguardo
| Pos. | Nº | Pilota            | Squadra                        | Motocicletta | Giri | Tempo     | Griglia | Punti |
| ---- | -- | ----------------- | ------------------------------ | ------------ | ---- | --------- | ------- | ----- |
| 1º   | 1  | Manuel Poggiali   | Gilera Racing                  | Gilera       | 20   | 40:20.019 | 1       | 25    |
| 2º   | 41 | Yōichi Ui         | Caja Madrid Derbi Racing       | Derbi        | 20   | +0.507    | 14      | 20    |
| 3º   | 22 | Pablo Nieto       | Master-Aspar                   | Aprilia      | 20   | +0.512    | 28      | 16    |
| 4º   | 26 | Daniel Pedrosa    | Telefonica Movistar jnr        | Honda        | 20   | +0.572    | 2       | 13    |
| 5º   | 23 | Gino Borsoi       | UGT 3000 - Abruzzo             | Aprilia      | 20   | +0.675    | 6       | 11    |
| 6º   | 4  | Lucio Cecchinello | Safilo Oxydo Race LCR          | Aprilia      | 20   | +0.980    | 8       | 10    |
| 7º   | 15 | Alex De Angelis   | Safilo Oxydo Race LCR          | Aprilia      | 20   | +2.071    | 3       | 9     |
| 8º   | 17 | Steve Jenkner     | UGT 3000 - Abruzzo             | Aprilia      | 20   | +2.072    | 4       | 8     |
| 9º   | 21 | Arnaud Vincent    | Imola Circuit Exalt Cycle Race | Aprilia      | 20   | +2.209    | 5       | 7     |
| 10º  | 50 | Andrea Ballerini  | FCC - TSR                      | Honda        | 20   | +2.255    | 10      | 6     |
| 11º  | 16 | Simone Sanna      | Tu Racing                      | Aprilia      | 20   | +2.432    | 9       | 5     |
| 12º  | 34 | Andrea Dovizioso  | Scot Racing                    | Honda        | 20   | +4.047    | 12      | 4     |
| 13º  | 5  | Masao Azuma       | Tribe by Breil                 | Honda        | 20   | +6.296    | 19      | 3     |
| 14º  | 53 | Gioele Pellino    | Team Gabrielli                 | Aprilia      | 20   | +12.881   | 21      | 2     |
| 15º  | 7  | Stefano Perugini  | Italjet Racing Service         | Italjet      | 20   | +36.125   | 13      | 1     |
| 16º  | 84 | Michel Fabrizio   | Team Italia                    | Gilera       | 20   | +40.230   | 18      |       |
| 17º  | 30 | Gaspare Caffiero  | PEV SPALT Moto ADAC Sachsen    | Honda        | 20   | +43.410   | 31      |       |
| 18º  | 57 | Chaz Davies       | CWF - Matteoni Racing          | Aprilia      | 20   | +43.717   | 25      |       |
| 19º  | 19 | Alex Baldolini    | UGT 3000 - Abruzzo             | Aprilia      | 20   | +1:02.878 | 36      |       |
| 20º  | 48 | Jorge Lorenzo     | Caja Madrid Derbi Racing       | Derbi        | 20   | +1:02.888 | 33      |       |
| 21º  | 20 | Imre Tóth         | Semprucci Angaia Racing        | Honda        | 20   | +1:02.933 | 35      |       |
| 22º  | 87 | Simone Corsi      | Polini                         | Honda        | 20   | +1:34.919 | 34      |       |

### Ritirati
| Nº | Pilota          | Squadra                    | Motocicletta | Giri | Griglia |
| -- | --------------- | -------------------------- | ------------ | ---- | ------- |
| 33 | Stefano Bianco  | Bossini Sterilgarda Racing | Aprilia      | 16   | 23      |
| 18 | Jakub Smrž      | Elit Grand Prix            | Honda        | 9    | 7       |
| 8  | Gábor Talmácsi  | Italjet Racing Service     | Italjet      | 9    | 20      |
| 47 | Ángel Rodríguez | Master-Aspar               | Aprilia      | 6    | 26      |
| 31 | Mattia Angeloni | Team Italia                | Gilera       | 4    | 29      |
| 54 | Marco Petrini   | RCGM - Rubincone Corse     | Aprilia      | 4    | 27      |
| 25 | Joan Olivé      | Telefonica Movistar jnr    | Honda        | 0    | 24      |
| 36 | Mika Kallio     | Red Devil Honda            | Honda        | 0    | 16      |
| 39 | Jaroslav Huleš  | CWF - Matteoni Racing      | Aprilia      | 0    | 15      |
| 6  | Mirko Giansanti | Scot Racing                | Honda        | 0    | 11      |
| 80 | Héctor Barberá  | Master-Aspar               | Aprilia      | 0    | 32      |

### Non partiti
| Nº | Pilota        | Squadra                     | Motocicletta | Griglia |
| -- | ------------- | --------------------------- | ------------ | ------- |
| 11 | Max Sabbatani | Bossini Sterilgarda Racing  | Aprilia      | 17      |
| 12 | Klaus Nöhles  | PEV SPALT Moto ADAC Sachsen | Honda        | 22      |
| 9  | Noboru Ueda   | Semprucci Angaia Racing     | Honda        | 30      |